# 조이 카멘

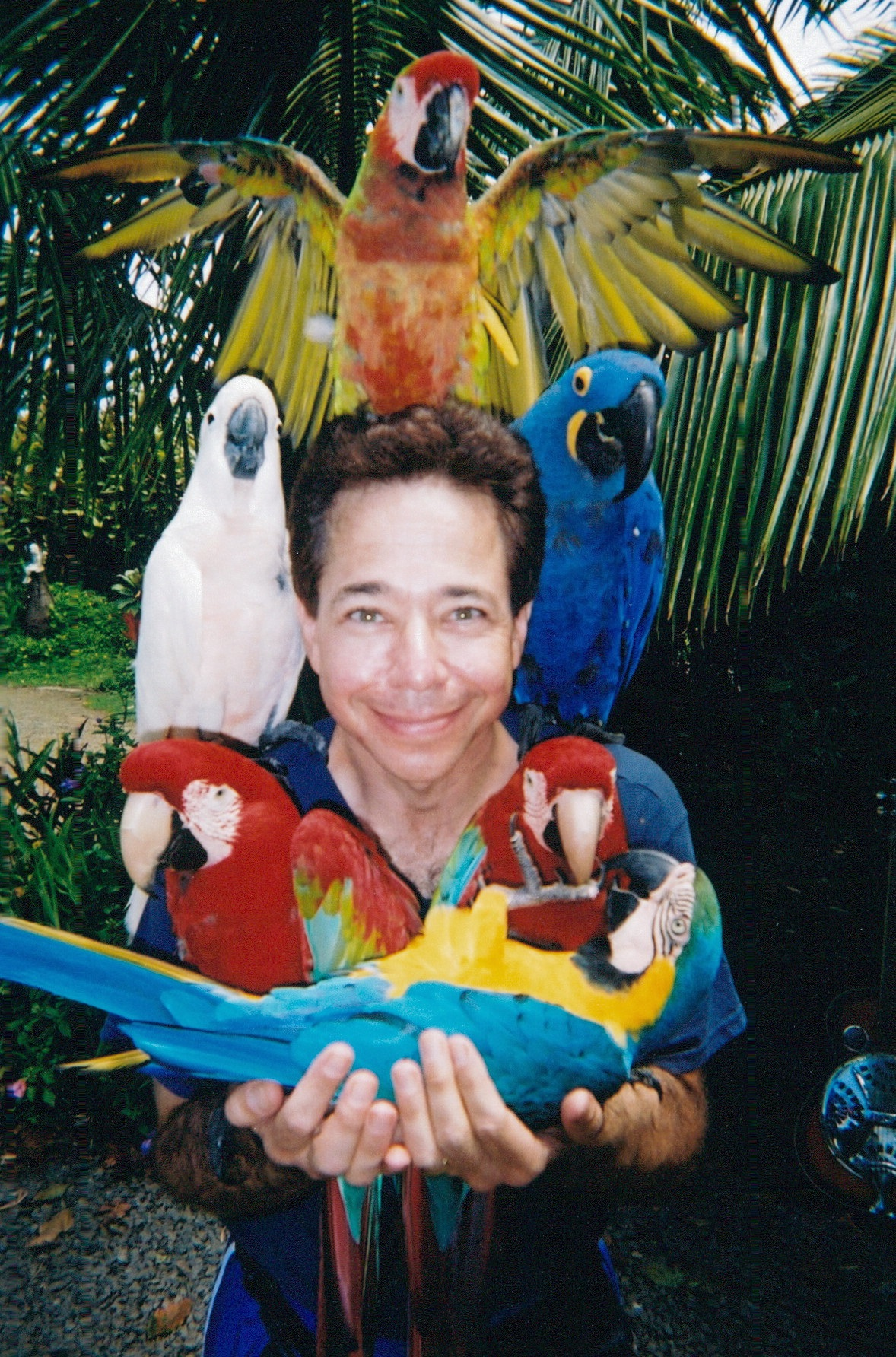

조이 케이먼(Joey Camen, 영어 발음: /keɪmən/, 1970년 10월 31일 ~ )은 미국의 배우, 성우이다.
디트로이트에서 태어났다.

## 영화
- 빅풋 주니어 2: 패밀리가 떴다 (2020년)
- 로빈슨 크루소 (2016년) - 스크러비 역
- 백조 공주 2 (1997년)
- 스페이스 잼 (1996년)
- 쿨 월드 (1992년)
- 아메리칸 팝 (1981년)
- 헐리우드 나이츠 (1980년)